# Союз Юних Фашистів — Авангард
«Союз Юних Фашистів — Авангард» (рос. «Союз юных фашистов — Авангард») — чоловіча молодіжна організація «Всеросійської фашистської партії» (ВФД), що діяла серед російської еміграції у Харбіні, Китай. 

## Історія
Була створена у 1934 році в Харбіні. Організація діяла відповідно до «Статуту Союзу юних фашистів». Для вступу в «Авангард» необхідно було поручительство одного з членів «Авангарду» або  «Всеросійської фашистської партії».

## Ідеологія
Ідеологія і тактика «Союзу» цілком визначалися ідеологією і тактикою Всеросійської фашистської партії.

## Мета
- Збереження російських дітей від денаціоналізації;
- Систематичне виховання їх в російському національному дусі, суворому дотриманні православної віри і традицій колишньої Росії;
- Поповнення підростаючого покоління кадрів Всеросійської фашистської партії.

## Структура
Члена організації могли бути тільки юнаки російської національності у віці від 10 до 16 років. Союз поділявся на дві групи: молодшу (10-13 років) та старшу (13-16 років). Кожна група поділялась на два розряди: 2-й розряд - юні фашисти, 1-й розряд - авангардисти. Після досягнення 16 років члени «Союзу юних фашистів» переходили в «Союз фашистської молоді».
У «Союзі юних фашистів» існували посади старшого вогнища, начальника району (загону), начальника відділу (дружини). Структурні одиниці «Союзу» становили осередки (групи з 5 осіб), Осередки певного територіального району утворювали район (загін), райони певного передмістя або групи пунктів утворювали відділ (дружину).
На чолі «Союзу» стояв начальник авангарду, який призначається очільником Всеросійської фашистської партії, інші керівники призначалися наказами начальника «Авангарду».

## Однострій
Складався: 
- Чорна сорочка з жовтими ґудзиками та синіми погонами. Сорочку оперізували ременем з портупеєю.
- Чорні штани навипуск.
- Чорний кашкет з помаранчевим кантом та кокардою з літери «А» у вінку з листя.